# Luis Antonio de Oliveira Mendes
Luis Antonio de Oliveira Mendes ( Bahia, 1748; † posterior a 1822) foi um advogado e membro da Academia Real das Ciências de Lisboa. Nascido na Bahia, se formou em Leis na Universidade de Coimbra, em 1777. Trabalhou por muitos anos na Casa de Suplicação em Lisboa como advogado.
Dentre os seus trabalhos se destaca o “Memória a respeito dos escravos e tráfico da escravatura entre a Costa d’África e o Brazil: apresentada à Real Academia das Ciências de Lisboa, 1793”.